# Manuel Conrotte
Manuel Conrotte Méndez también escrito a veces como Conrote (1862-1922) fue un abogado, militar, traductor y escritor español, autor de diversas obras de carácter histórico y jurídico.Miembro de la Real Sociedad Geográfica de Madrid, postuló una mayor implicación de España en la expansión imperialista europea en África de fines del siglo XIX, y tocó en sus obras temas tan diversos como la participación de España en la Guerra de la Independencia de Estados Unidos o la relación en la época de Carlos III, entre España y los Estados musulmanes en el Norte de África. También fue traductor del francés. Falleció en noviembre de 1922.